# Kökény Lajos
Kökény Lajos (Sátoraljaújhely, 1897. május 31. – Budapest, 1985. április 27.) eszperantista, tanár, gyorsíró, lapszerkesztő. Az eszperantó mozgalom egyik kiváló szervezője és vezetője.

## Munkássága
Kökény Sándor államvasúti állomásfelvigyázó és Barna Piroska fia. 1924-ben szerzett középiskolai tanári diplomát. Segédtanítóként, újságíróként, majd középiskolai tanárként működött. 1935-től a gyors- és gépíró iskola igazgatójává nevezték ki. 1924–1950-ig volt a parlamenti gyorsíró iroda tagja, a Rajk-per anyagát is ő jegyezte le.
1919-től kapcsolódott be az eszperantó mozgalomba. A Hungara Heroldo alapítója, a Hungara Esperantisto, számos könyv, évkönyv, útmutató, az Enciklopedio de Esperanto (1934) szerkesztője, mozgalomtörténész. Kiemelkedő mozgalmi vezető, a Hungarlanda Esperanto-Societo elnöke (1941–1947), társelnök (1947—1949) a legnehezebb időben, 1977-től tiszteletbeli elnök. Universala Esperanto-Societo tiszteletbeli tagja 1980-tól haláláig.
Budapesten az Új köztemetőben nyugszik (VIII. kerület, 16/IX-2-10 sírhelyen).

## Emlékezete
- 2010. május 24-én a pécsi Eszperantó Parkban emléktáblát állítottak tiszteletére.

## Kötetei (válogatás)
- A magyarság és az eszperantó / Kökény Lajos. Budapest : Hungara Heroldo, 1928. 32 p.
- Magyar Eszperantó Évkönyv : I. évfolyam; 1930 / szerk. Kökény Lajos.:Budapest : Hungara Herolda folyóirat, 1930. 32 p.
- A Magyar Gyorsírók Országos Szöv. III. országos gépíróversenye. Budapest : Pesti Kny. : Kertész Ny. : Athenaeum, 1936. (Ser. Az Egységes Magyar Gyorsírás Könyvtára 119.
- Gyorsírási gyakorló és diktálókönyv. Budapest : Neuwald I. Ny., 1943. 128 p. (Ser.:Az egységes magyar gyorsírás könyvtára 220.)
- Populara lernolibro de Esperanto.[3] Budapest : Literatura Mondo, 1947. 64 p.
- Ora duopo : jubilea libro pri Julio Baghy, Kolomano Kalocsay / red. Ludoviko Kökény . Budapest : Hungara Esperanto-Asocio, 1966. 183 p., 2 t..
- Enciklopedio de esperanto[4] / redaktis L. Kökény kaj V. Bleier ; la lingvo-fakon K. Kalocsay ; [eldonis Hungara Esperanto-Asocio]. Budapest : Hungara Esperanto-Asocio, 1979. 599 p. ISBN 963-571-051-8